# Lijst van VOC-opperhoofden in Japan

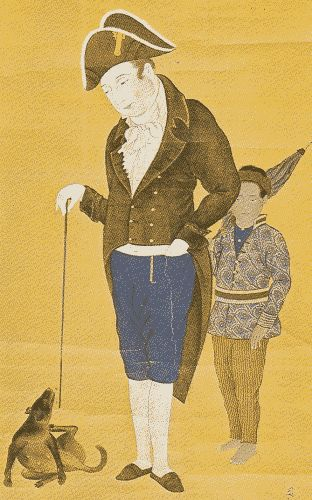
Hendrik Doeff (1803–1817)

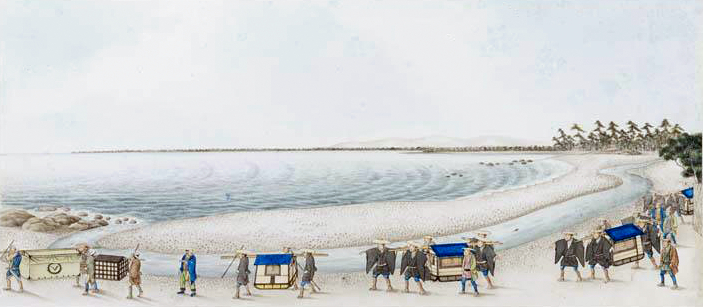
Hofreis van Dejima naar Edo in het jaar 1826 (prent van Keiga Kawahara)

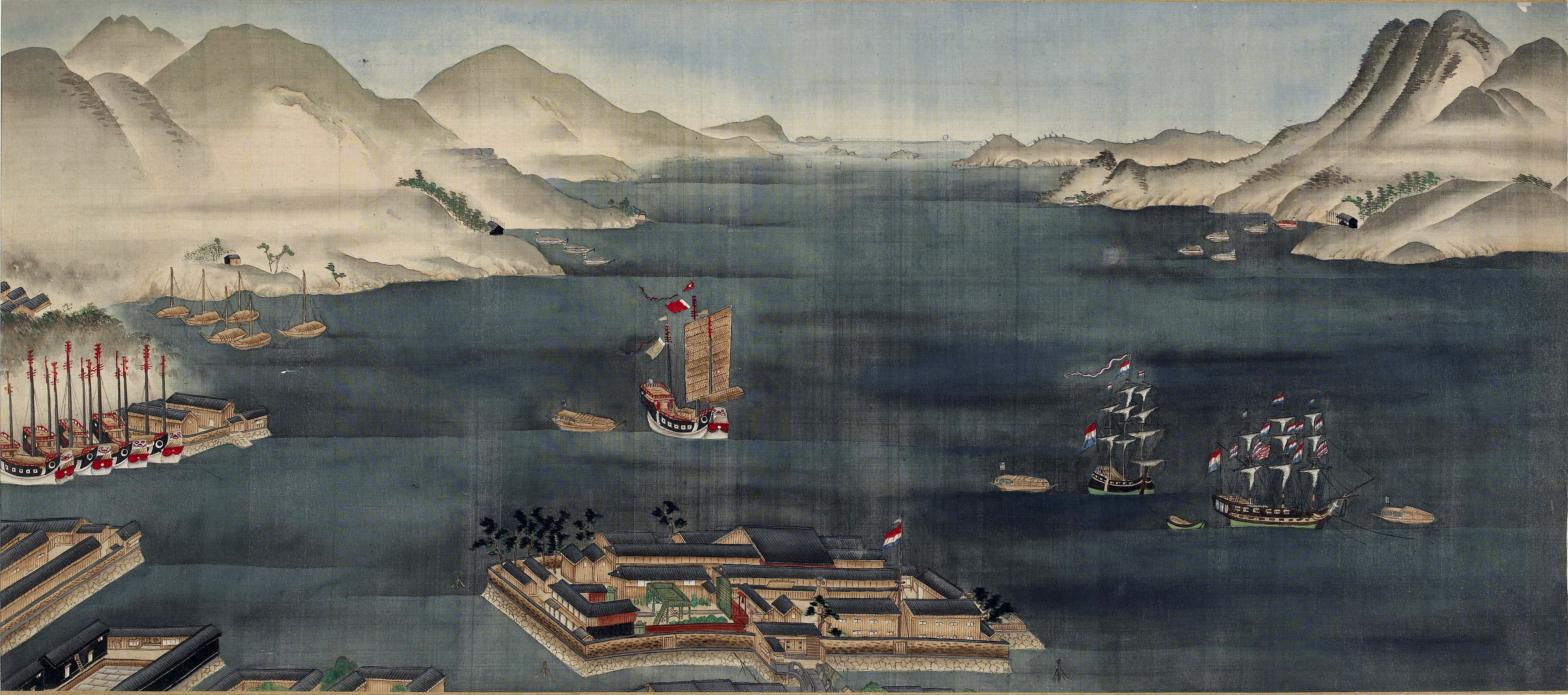
Dejima en de baai van Nagasaki, circa 1820. Twee Nederlandse schepen en een aantal Chinese jonken zijn afgebeeld

De eerste Nederlandse handelspost of factorij werd in 1609 op het eiland Hirado gevestigd door Jacques Specx. 
In 1623 werd Tokugawa Iemitsu de derde shogun van het Tokugawa-shogunaat. Vanaf dat moment was het Japanse overheidsbeleid gericht op de vernietiging van de missie van de jezuïeten in Japan en het christendom meer in het algemeen in het land. Tot 1639 konden Portugese schepen in Japanse havens blijven handelen. 
Dit beleid paste in de opvatting dat buitenlandse invloeden tot een minimum moesten worden teruggebracht. In 1639 werd het besluit van de Sakoku genomen en uitgevoerd dat tot 1867 een vrijwel gehele afsluiting van Japan voor de buitenwereld tot resultaat had. Japanners werd verboden het land te verlaten. De eliminatie van het christendom was een onderdeel van dat beleid. Naast Chinese en Koreaanse schepen konden alleen Nederlandse schepen nog handel drijven in het land.
In 1637 en 1639 waren een aantal pakhuizen op Hirado gebouwd die dit feit met vermelding van de christelijke jaartelling op de gebouwen benoemden. Het shogunaat eiste daarop de onmiddellijke sloop van de gebouwen. Het argument werd ook gebruikt om de Nederlanders te dwingen te verhuizen naar Dejima nabij Nagasaki. Het is mogelijk dat de feitelijke reden voor het shogunaat lag in de wens om de in Hirado dominante clan de voordelen van de handel met Nederlandse schepen te ontnemen. 
In 1640 kreeg opperkoopman François Caron de opdracht de pakhuizen op Hirado zo snel mogelijk af te breken. Daartoe werd 's nachts doorgewerkt.Maximiliaan le Maire kreeg toestemming zeven lege huizen te betrekken op het waaiervormige Dejima en mocht acht pakhuizen in gebruik nemen. Hij moest alle Japanse klerken naar huis sturen. Hij had - zoals ook de daimyo's - de plicht een hofreis naar Edo te maken. Aanvankelijk werd ieder jaar een dergelijke reis gemaakt. Na 1790, werd dit door het afnemen van het economisch belang van de handelspost, eens per vier jaar.  
Vanaf 1641 waren ongeveer twintig Nederlanders op het eiland woonachtig: vier opperkooplieden, een koopman, drie onderkooplieden, een chirurg, een aantal assistenten en jongens in opleiding. De op de handelspost overleden Nederlanders kregen aanvankelijk een zeemansgraf, aangezien er geen kerkhof was.
Het opperhoofd had de leiding van de factorij. Vanaf 1641 moest hij ieder jaar worden vervangen. Vanwege het directe belang van Formosa bij de aan- en afvoer, zijn een aantal opperhoofden ook op dat eiland aangesteld. 

## Lijst van opperhoofden van Hirado en Dejima

### Hirado
- 1609-1613 Jacques Specx[2]
- 1613-1614 Hendrik Brouwer
- 1614-1621 Jacques Specx (2e periode)
- 1621-1623 Leonard Camps
- 1623-1632 Cornelis van Nijenrode
- 1632-1633 Pieter van Santen
- 1633-1639 Nicolaes Coeckebacker
- 1639-1641 François Caron (3-2-1639 - 13-2-1641)

### Dejima
- Maximiliaen Le Maire: 14-2-1641 - 30-10-1641
- Jan van Elseracq: 1-11-1641 - 29-10-1642
- Pieter Anthoniesz. Overtwater: 29-10-1642 - 1-8-1643
- Jan van Elseracq: 1-8-1643 - 24-11-1644 (2e periode)
- Pieter Anthoniesz. Overtwater: 24-11-1644 - 30-11-1645 (2e periode)
- Reynier van Tzum: 30-11-1645 - 27-10-1646
- Willem Verstegen: 28-10-1646 - 10-10-1647
- Frederick Coyett: 3-11-1647 - 9-12-1648
- Dircq Snoecq: 9-12-1648 - 5-11-1649
- Anthony van Brouckhorst: 5-11-1649 - 25-10-1650
- Pieter Sterthemius: 25-10-1650 - 3-11-1651
- Adriaen van der Burgh: 1-11-1651 - 3-11-1652
- Frederick Coyett: 4-11-1652 - 10-11-1653 (2e periode)
- Gabriel Happart: 4-11-1653 - 31-10-1654
- Leonard Winninx: 31-10-1654 - 23-10-1655
- Johannes Bouchelion: 23-10-1655 - 1-11-1656
- Zacharias Wagenaer [Wagener]: 1-11-1656 - 27-10-1657
- Joan Bouchelion: 27-10-1657 - 23-10-1658 (2e periode)
- Zacharias Wagenaer [Wagener]: 22-10-1658 - 4-11-1659 (2e periode)
- Joan Bouchelion: 4-11-1659 - 26-10-1660 (3e periode)
- Hendrick Indijck: 26-10-1660 - 21-11-1661
- Dirck van Lier: 11-11-1661 - 6-11-1662
- Hendrick Indijck: 6-11-1662 - 20-10-1663 (2e periode)
- Willem Volger: 20-10-1663 - 7-11-1664
- Jacob Gruijs: 7-11-1664 - 27-10-1665
- Willem Volger: 28-10-1665: - 27-10-1666 (2e periode)
- Daniel Six [Sicx]: 18-10-1666 - 6-11-1667
- Constantin Ranst: 6-11-1667 - 25-10-1668
- Daniel Six [Sicx]: 25-10-1668 - 14-10-1669 (2e periode)
- François de Haes: 14-10-1669 - 2-11-1670
- Martinus Caesar: 2-11-1670 - 12-11-1671
- Johannes Camphuys: 22-10-1671 - 12-11-1672
- Martinus Caesar: 13-11-1672 - 29-10-1673 (2e periode)
- Johannes Camphuys: 29-10-1673 - 19-10-1674 (2e periode)
- Martinus Caesar: 20-10-1674 - 7-11-1675 (3e periode)
- Johannes Camphuys: 7-11-1675 - 27-10-1676 (3e periode)
- Dirck de Haas: 27-10-1676 - 16-10-1677
- Albert Brevincq: 16-10-1677 - 4-11-1678
- Dirck de Haas: 4-11-1678 - 24-10-1679 (2e periode)
- Albert Brevincq: 24-10-1679 - 11-11-1680 (2e periode)
- Isaac van Schinne: 11-11-1680 - 31-10-1681[3]
- Hendrick Canzius: 31-10-1681 - 20-10-1682
- Andreas Cleyer: 20-10-1682 - 8-11-1683
- Constantin Ranst de Jonge: 8-11-1683 - 28-10-1684
- Hendrick van Buijtenhem: 25-10-1684 - 7-10-1685
- Andreas Cleyer: 17-10-1685 - 5-11-1686 (2e periode)
- Constantin Ranst de Jonge: 5-11-1686 - 25-10-1687 (2e periode)
- Hendrick van Buijtenhem: 25-10-1687 - 13-10-1688 (2e periode)
- Cornelis van Outhoorn: 13-10-1688 - 1-11-1689
- Balthasar Sweers: 1-11-1689 - 21-10-1690
- Hendrick van Buijtenhem: 21-10-1690 - 09-11-1691 (3e periode)
- Cornelis van Outhoorn: 9-11-1691 - 29-10-1692 (2e periode)
- Hendrick van Buijtenhem: 29-10-1692 - 19-10-1693 (4e periode)
- Gerrit de Heere: 19-10-1693: - 7-11-1694
- Hendrik Dijkman: 7-11-1694 - 27-10-1695
- Cornelis van Outhoorn: 27-10-1695 - 15-10-1696 (3e periode)
- Hendrik Dijkman: 15-10-1696 - 3-11-1697 (2e periode)
- Pieter de Vos: 3-11-1697 - 23-10-1698
- Hendrik Dijkman: 23-10-1698 - 12-10-1699 (3e periode)
- Pieter de Vos: 21-10-1699 - 31-10-1700 (2e periode)
- Hendrik Dijkman: 31-10-1700 - 21-10-1701 (4e periode)
- Abraham Douglas: 21-10-1701 - 30-10-1702
- Ferdinand de Groot: 9-11-1702 - 30-10-1703
- Gideon Tant: 30-10-1703 - 18-10-1704
- Ferdinand de Groot: 18-10-1704 - 6-11-1705 (2e periode)
- Hermanus Menssingh: __-11-1705 - __-10-1706
- Ferdinand de Groot: 26-10-1706 - 15-10-1707 (3e periode)
- Hermanus Menssingh: 15-10-1707 - 2-11-1708 (2e periode)
- Jasper van Mansdale: 2-11-1708 - 22-10-1709
- Hermanus Menssingh: 22-10-1709 - 10-11-1710 (3e periode)
- Nicolaas Joan van Hoorn: 10-11-1710 - 31-10-1711
- Cornelis Lardijn: 31-10-1711 - 7-11-1712
- Nicolaas Joan van Hoorn: __-11-1712 - __-11-1713 (2e periode)
- Cornelis Lardijn: 7-11-1713 - 27-10-1714
- Nicolaas Joan van Hoorn: 27-10-1714 – 19-10-1715 (3e periode)
- Gideon Boudaen: 19-10-1715 - 3-11-1716
- Joan Aouwer: 3-11-1716 - 24-10-1717
- Christiaen van Vrijbergh[e]: 24-10-1717 - 13-10-1718
- Joan Aouwer: 13-10-1718 - 21-10-1719 (2e periode)
- Christiaen van Vrijbergh[e]: 21-10-1719 - 21-10-1720 (2e periode)
- Roelof Diodati: 21-10-1720 - 9-11-1721
- Hendrik Durven: 9-11-1721 - __-10-1722
- Hendrik Durven: __-10-1722 - 18-10-1723 (2e periode)
- Johannes Thedens: 18-10-1723 - 25-10-1725
- Joan de Hartogh: 25-10-1725 - 15-10-1726
- Pieter Boockestijn: 15-10-1726 - 3-11-1727
- Abraham Minnedonk: 3-11-1727 - 20-10-1728
- Pieter Boockestijn: 22-10-1728 - 12-10-1729 (2e periode)
- Abraham Minnedonk: 12-10-1729 - 31-10-1730 (2e periode)
- Pieter Boockestijn: 31-10-1730 - 7-11-1732 (3e periode)
- Hendrik van de Bel: 7-11-1732 - 27-10-1733
- Rogier de Laver: 27-10-1733 - 16-10-1734
- David Drinckman: 16-10-1734 - 4-11-1735
- Bernardus Coop [Coopa] à Groen: 4-11-1735 - 24-10-1736
- Jan van der Cruijsse: 24-10-1736 - 13-10-1737
- Gerardus Bernardus Visscher: 13-10-1737 - 21-10-1739
- Thomas van Rhee: 22-10-1739 - 8-11-1740
- Jacob van der Waeijen: 9-11-1740 - 28-10-1741
- Thomas van Rhee: 29-10-1741 - 17-10-1742 (2e periode)
- Jacob van der Waeijen: 17-10-1742 - 9-11-1743 (2e periode)
- David Brouwer: 5-11-1743 - 1-11-1744
- Jacob van der Waeijen: 2-11-1744 - 28-12-1745 (2e periode)
- Jan Louis de Win: 30-12-1745 - 2-11-1746
- Jacob Balde: 3-11-1746 - 25-10-1747
- Jan Louis de Win: 28-10-1747 - 11-11-1748 (2e periode)
- Jacob Balde: 12-11-1748 - 8-12-1749 (2e periode)
- Hendrik van Homoed: 8-12-1749 - 24-12-1750
- Abraham van Suchtelen: 25-12-1750 - 18-11-1751[4]
- Hendrik van Homoed: 19-11-1751 - 5-12-1752 (2e periode)
- David Boelen: 6-12-1752 - 15-10-1753
- Hendrik van Homoed: 16-10-1753 - 3-11-1754 (3e periode)
- David Boelen: 4-11-1754 - 25-10-1755 (2e periode)
- Herbert Vermeulen: 25-10-1755 - 12-10-1756
- David Boelen: 13-10-1756 - 31-10-1757 (3e periode)
- Herbert Vermeulen: 1-11-1757 - 11-11-1758 (2e periode)
- Johannes Reijnouts: 12-11-1758 - 11-11-1760
- Marten Huijshoorn: 12-11-1760 - 30-10-1761
- Johannes Reijnouts: 31-10-1761 - 2-12-1762 (2e periode)
- Fredrik Willem Wineke: 3-12-1762 - 6-11-1763
- Jan Crans: 7-11-1763 - 24-10-1764
- Fredrik Willem Wineke: 25-10-1764 - 7-11-1765 (2e periode)
- Jan Crans: 8-11-1765 - 31-10-1766 (2e periode)
- Herman Christiaan Kastens: 1-11-1766 - 20-10-1767
- Jan Crans: 21-10-1767 - 8-11-1769 (3e periode)
- Olphert Elias: 9-11-1769 - 16-11-1770
- Daniel Armenault: 17-11-1770 - 9-11-1771
- Arend Willem Feith: 10-11-1771 - 3-11-1772
- Daniel Armenault [Almenaault]: 4-11-1772 - 22-11-1773 (2e periode)
- Arend Willem Feith: 23-11-1773 - 10-11-1774 (2e periode)
- Daniel Armenault [Almenaault]: 11-11-1774 - 28-10-1775 (3e periode)
- Arend Willem Feith: 28-10-1775 - 22-11-1776 (3e periode)
- Hendrik Godfried Duurkoop: 23-11-1776 - 11-11-1777
- Arend Willem Feith: 12-11-1777 - 28-11-1779 (4e periode)
- Isaac Titsingh: 29-11-1779 - 5-11-1780
- Arend Willem Feith: 6-11-1780 - 23-11-1781 (5e periode)
- Isaac Titsingh: 24-11-1781 - 26-10-1783 (2e periode)
- Hendrik Casper Romberg: 27-10-1783 - _-8-1874
- Isaac Titsingh: _-8-1784 - 30-11-1784 (3e periode)
- Hendrik Casper Romberg: 0.11.84 - 21-11-1785 (2e periode)
- Johan Fredrik van Rheede tot de Parkeler: 22-11-1785 - 20-11-1786
- Hendrik Casper Romberg: 21-11-1786 - 30-11-1787 (3e periode)
- Johan Frederik van Rheede tot de Parkeler: 1-12-1787 - 1-8-1789 (2e periode)
- Hendrik Casper Romberg: 1-8-1789 - 13-11-1790 (4e periode)
- Petrus Theodorus Chassé: 13-11-1790 - 13-11-1792
- Gijsbert Hemmij: 13-11-1792 - 8-7-1798
- Leopold Willem Ras: 8-7-1798 - 17-7-1800
- Willem Wardenaar: 16-7-1800 - 14-11-1803
- Hendrik Doeff: 14-11-1803 - 6-12-1817
- Jan Cock Blomhoff: 6-12-1817 - 20-11-1823
- Johan Willem de Sturler: 20-11-1823 - 5-8-1826
- Germain Felix Meijlan: 4-8-1826 - 1-11-1830
- Jan Willem Fredrik van Citters: 1-11-1830 - 30-11-1834
- Johannes Erdewin Niemann: 1-12-1834 - 17-11-1838
- Eduard Grandisson: 18-11-1838 - _-11-1842
- Pieter Albert Bik: _-11-1842 - 31-10-1845
- Joseph Henrij Levijssohn: 1-11-1845 - 31-10-1850
- Frederick Colnelis Rose: 1-11-1850 - 31-10-1852
- Janus Henricus Donker Curtius: 2-11-1852 - 28-2-1860